# Eduardo Sánchez de Fuentes
Eduardo Sánchez de Fuentes, né le 3 avril 1874 et mort le 7 septembre 1944 à La Havane (Cuba), était un compositeur cubain et l'auteur de nombreux livres sur l'histoire de la musique cubaine.
Une de ses compositions qui reste parmi les plus connues est la habanera Tú, qu'il a écrite lorsqu'il avait 18 ans (ou 16 ans selon les sources). Tout au long de sa vie, il a composé à la fois  des chansons populaires, des zarzuelas, des opérettes, des opéras, des œuvres symphoniques, des cantates, des oratorios ou des ballets.
Il a été président de l'Academia Nacional de Artes y Letras de Cuba,.

## Œuvres musicales
- Zarzuelas
  - Por citarse en el corral
  - Los líos de Perdiduela
  - Entre primos
  - Cuartel General
  - La dulce caña
- Opérettes
  - El caballero de plata
  - Después de un beso
- Opéras
  - Yumurí (1898)
  - El naúfrago (Castaway) (d'après le roman Enoch Arden de Alfred Tennyson, 1901)
  - Duelo (1910)
  - Doreyya (1918)
  - Caminante (1921)
  - Kabelia (1942)
- Œuvres symphoniques
  - Cuban Rhapsody
  - Cuban tríptico
  - Cuban bocetos
  - Preludio Sinfónico
- Œuvres pour chœurs
  - Navidad, oratorio (1924), sur un livret de Néstor de la Torre (es)
  - Anacaona, cantate (1929)
- Ballet :
  - Dioné (1940)

## Livres
- Cuba y sus músicos
- La última firma de Brindis de Sala
- El folklore en la música cubana (1923)
- Influencía de los ritmos africanos en nuestro cancionero (1927)
- Foklorismo (1928)
- La contradanza y la habanera (1935)
- Consideraciones sobre la música cubana (1936)
- Ignacio Cervantes Kawanag, pianista y compositor eminente (1936)
- Viejos ritmos cubanos (1937)
- La música aborigen de América (1939)